# Santa Cruz (Republika Zielonego Przylądka)

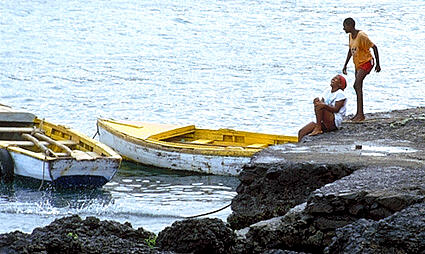
Wybrzeże w Pedra Badejo

Santa Cruz – okręg administracyjny w Republice Zielonego Przylądka na wyspie Santiago z siedzibą w Pedra Badejo. Zajmuje obszar 112,2 km² i jest zamieszkałe przez nieco ponad 26,5 tysięcy osób trudniących się głównie rolnictwem. Na terenie okręgu znajduje się wysoka na 120 m zapora wodna Poilão ukończona w 2006 r. i sfinansowana przez Chiny.
Miejscowości (w nawiasie podana liczba mieszkańców wg spisu powszechnego w 2010 r.):
- Cidade de Pedra Badejo (9 859) - stolica i jedyne miasto okręgu
- Achada Belbel (767)
- Achada Fazenda (2 592)
- Achada Igreja (142)
- Achada Lage (686)
- Achada Ponta (403)
- Boaventura (424)
- Boca Larga (186)
- Cancelo (2 042)
- Chã da Silva (1 152)
- Librão (297)
- Matinho (737)
- Monte Negro (562)
- Porto Madeira (400)
- Rebelo (153)
- Renque Purga (904)
- Ribeira Seca (720)
- Ribeirão Almaço (158)
- Ribeirão Boi (388)
- Rocha Lama (724)
- Saltos Abaixo (535)
- Santa Cruz (2 019)
- São Cristovão (442)
- Serelho (293)